# Jean-Michel Jarre
Jean-Michel André Jarre Pejot, más conocido como Jean-Michel Jarre (Lyon, 24 de agosto de 1948), es un compositor e intérprete francés de música electrónica. Posee relevancia internacional por sus conciertos multitudinarios celebrados al aire libre. Desde su debut en 1971 ha tocado diversos estilos musicales como, entre otros, el electro-rock y el ambient. Es hijo del destacado compositor francés de bandas sonoras Maurice Jarre.

## Biografía

### Primeros años
Jean-Michel André Jarre Pejot nació el 24 de agosto de 1948 en Lyon, Francia. Es hijo de la enfermera France Pejot y del destacado compositor de bandas sonoras Maurice Jarre (Doctor Zhivago, Lawrence de Arabia, Ghost y La Sociedad de los Poetas Muertos), por mencionar algunos. Sin embargo, debido al trabajo y a la posterior separación de sus padres, Jarre no fue muy influenciado por las ideas de Maurice, ya que los abandonó cuando tenía cinco años, y no lo volvería a ver hasta los diecisiete años. A esa misma edad comenzó sus primeras clases de piano, y junto a su madre frecuentaba el club de Jazz más popular de París, «Le Chat qui Pêche», donde conoció al destacado trompetista Chet Baker.
Más adelante se integró al Grupo de buscadores musicales (Groupe de Recherches Musicales en francés), liderado por el maestro Pierre Schaeffer, quien enseñaba en sus alumnos la idea de componer música a base de sonidos pregrabados y no de notas. Esta técnica se conoce como música concreta. Su banda de rock, The Dustbins logró cierta repercusión al aparecer en la película francesa Des garçons et des filles (1967).

### Años 1970 y 1980
Sus inicios en la música electrónica se remontan a la etapa donde termina su instrucción en el GRM, tiempo en que compone y produce sus primeros singles: «La Cage / Erosmachine» «Hypnose» y «Happiness is a Sad Song»; bajo el seudónimo Pop Corn Orchestra (1972), realizó la versión del famoso tema «Popcorn» (composición de Gershon Kingsley que sirvió de base para la creación de «Oxygene (Part 4)»). También se dedicó a componer música para comerciales de televisión y películas e incluso para la ópera de París, con su trabajo AOR.
Jarre lanzó su álbum debut Deserted Palace en 1973 y compuso la banda sonora de la película Les Granges Brûlées en 1974.

#### La llegada del ambient: Éxito y reconocimiento mundial
Para 1976, con casi 28 años compuso y grabó, en su cocina convertida en estudio, mediante arcaicos instrumentos eléctricos la obra de 6 pistas llamada Oxygene. Este disco es la obra más exitosa de Jarre y vendió alrededor de 18 millones de copias en 2016.
Oxygene fue seguido en 1978 por Equinoxe, un álbum repleto de secuenciadores y nuevos sintetizadores, el leit-motiv que inspira el disco es el agua como elemento. A la fecha del 2000, Equinoxe ha certificado ventas por más de siete millones de unidades. En 1979, Jarre realizó su concierto al aire libre en la Plaza de la Concordia en París con motivo del lanzamiento de Equinoxe: logrando congregar a un millón de personas y rompiendo por primera vez en su vida un Récord Guinness.
Tras esto prepara su quinto disco de estudio Les Chants Magnétiques (1981). Las gestiones realizadas por su discográfica para ofrecer conciertos en China se plasman en una serie de conciertos que convierten a Jarre en el primer músico occidental en tocar en ese país tras la llegada de Mao Zedong. Este histórico momento fue registrado en el álbum doble Les Concerts en Chine (1982). En 1983 graba Musique pour supermarché (“Música para supermercados”), del cual se masterizó una sola copia en el mundo y se emitió una única vez a través de Radio Luxemburgo antes de ser destrozada. Tras ese notable experimento compone basándose en sonidos y frases de diferentes idiomas su nuevo álbum: Zoolook (1984).

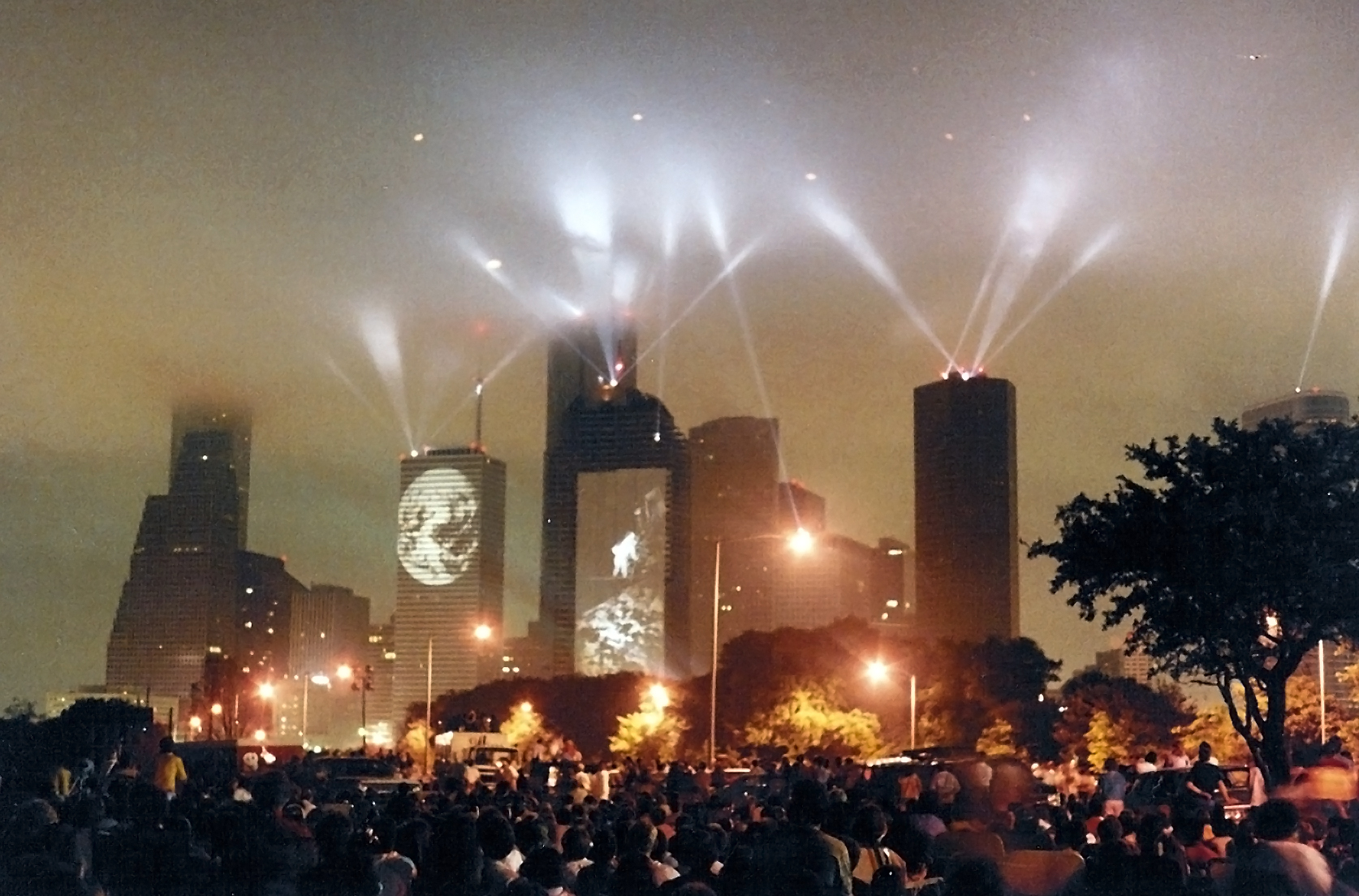
Concierto Rendez-Vous Houston (1986).

Ya convertido en una personalidad internacional, es invitado por la NASA para celebrar su 25 aniversario con un espectacular concierto en Houston (Texas) reuniendo a aproximadamente 1 300 000 personas y rompiendo su anterior récord en Francia. El astronauta Ronald McNair fue elegido para interpretar, en órbita desde el transbordador espacial Challenger, la parte en saxofón de la composición «Last Rendez-Vous». Ésta hubiese sido la primera pieza de música grabada en el espacio. Tras el desastre del Challenger el 28 de enero de 1986, la pieza fue grabada con otro saxofonista, siendo rebautizada como «Ron's Piece». El concierto y su trabajo Rendez-Vous (1986) fueron dedicados a la tripulación del Challenger y en especial a la memoria de Ron McNair. El gran concierto de Houston, sumado a un homenaje al papa Juan Pablo II en su natal Lyon fueron plasmados en el álbum En concert: Houston/Lyon (1987).
Llega 1988 y tras el lanzamiento de su disco Revolutions prepara y cancela varias veces un concierto en Londres, que finalmente se lleva a cabo los días 8 y 9 de octubre de 1988 en el Muelle Victoria ante más de 800 000 espectadores y que cuenta con la participación especial del guitarrista de The Shadows, Hank Marvin, con quien Jarre hace dueto en el tema «London Kid». Aquel concierto realizado en el Docklands de Londres fue plasmado en el álbum Jarre Live (1989).

### Años 1990: Últimos años del ambient
Al comenzar la década de 1990 Jean Michel dedica su trabajo de estudio Waiting for Cousteau (“Esperando a Cousteau”) al biólogo e investigador marino francés Jacques-Yves Cousteau. El álbum fue seguido por el concierto Paris: La Défense, un espectáculo frente a casi dos millones de personas con el cual rompió por tercera vez su récord. En 1991 edita su álbum recopilatorio Images. Además de incluir las canciones más representativas entre «Oxygene» y «Waiting for Cousteau», incluye tres temas extras «Eldorado», «Globetrotter» y «Moon Machine».
Los temas «Eldorado» y «Globetrotter» fueron diseñados para un concierto que tendría lugar en la zona arqueológica de Teotihuacán (México) durante el eclipse solar del 11 de julio de 1991. Sin embargo, este nunca logró realizarse. En el documental Making the Steamroller Fly, incluido en el DVD Oxygene In Moscow (1997), Jarre y otros colaboradores cuentan que la razón de la cancelación del concierto en México fue el hundimiento de un barco que transportaba desde Europa el escenario en forma de pirámide especialmente diseñado para la ocasión y otro material técnico sin el cual era imposible para Jarre realizar el espectáculo como lo tenía concebido. Fue tal su frustración con la cancelación de este proyecto que "no pudo probar comida mexicana durante dos años".

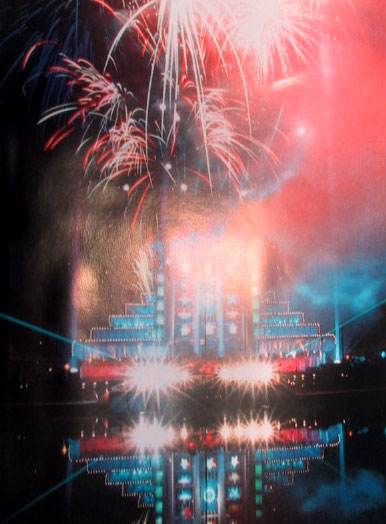
Concierto de Jean-Michel Jarre en Bruselas (1993).

Ya en 1993, e inspirado en el libro de Stephen Hawking Una Breve Historia del Tiempo lanza Chronologie. Este álbum incluye samples de sus primeros trabajos, como «Erosmachine» (presente en la base rítmica del tema «Chronologie (Part 2)»). Inicia un espectacular tour por Europa, en conjunto con el guitarrista de rock progresivo Patrick Rondat (quien lo acompañó en la confección de los temas «Chronologie (Part 3)» y «Chronologie (Part 8)»), que los llevaría a ambos además a Hong Kong (la gira y el concierto en oriente fueron base para el álbum Jarre Hong-Kong). Más adelante es nombrado Embajador Universal por la Unesco y con este propósito realiza el megaconcierto Concert pour la Tolerance (1995).
En 1997, lanza la secuela de su trabajo de 1976, Oxygene 7-13. Un álbum donde amalgama los viejos sonidos con las nuevas tendencias de la electrónica. En ese mismo año brinda un concierto en Moscú donde reunió más de 3 500 000 de personas, rompiendo por cuarta y última vez su récord, siendo considerado el concierto al aire libre más multitudinario de la historia. Además, en 1998 y con ocasión del mundial de fútbol, cierra los juegos con otro espectacular concierto bajo la Torre Eiffel: Rendez-Vous 98: Electronic Night; en donde se le unen diversos Dj's y músicos como Apollo 440, Tetsuya Komuro y Dj Cam, entre otros. Los mismos también participan en el álbum de remezclas Odyssey Through O2 (1998).
1999 fue el año donde planifica unos de sus más ambiciosos proyectos: The 12 Dreams of the Sun, un espectacular concierto de doce horas para celebrar la llegada del nuevo milenio delante de las Pirámides de Egipto. Los temas recibieron una nueva armonización y el músico francés aprovechó para mostrar algunos cortes de su futuro disco Metamorphoses (2000).

### La metamorfosis del 2000: Salida del ambient y llegada de las nuevas tendencias

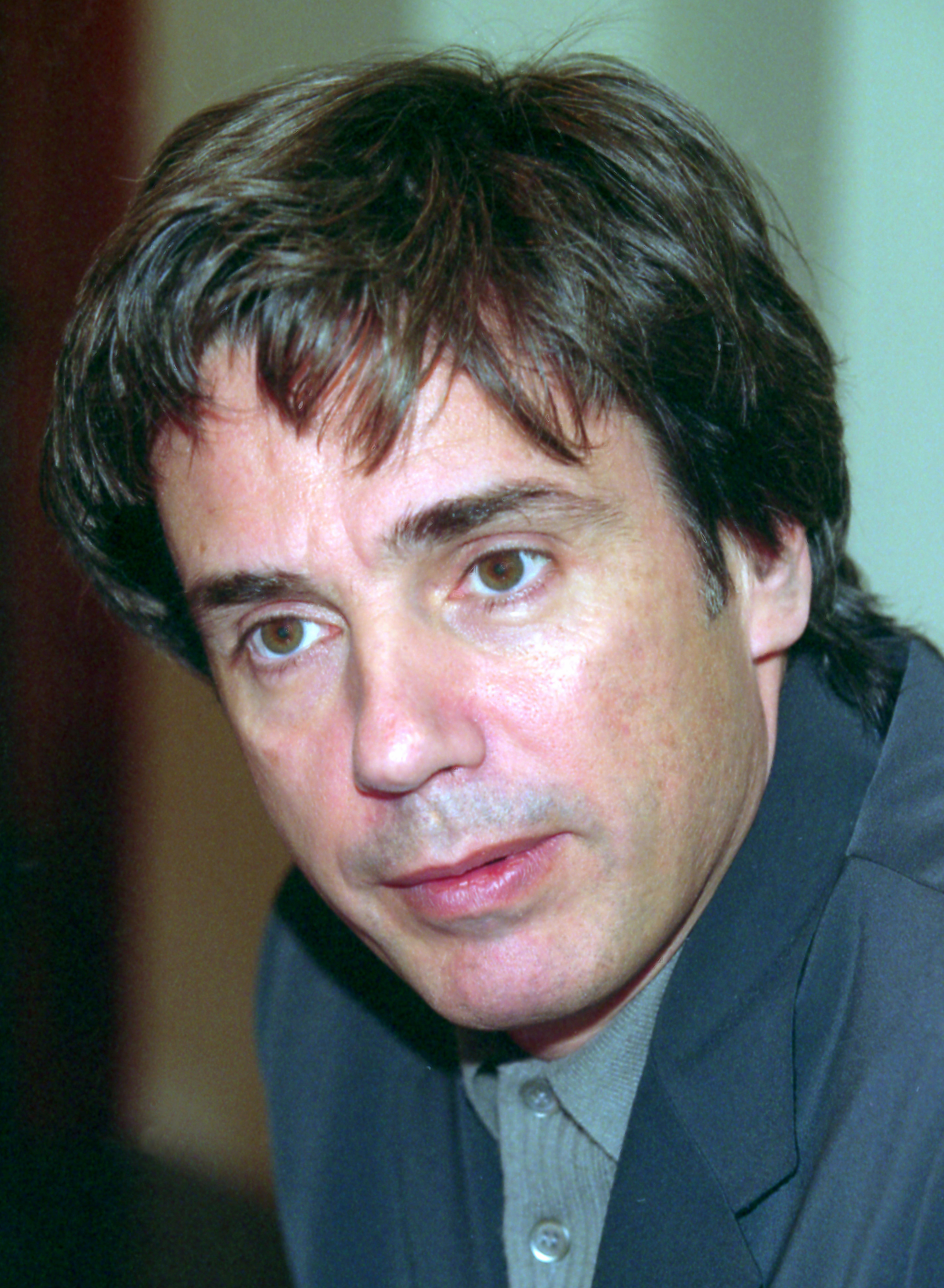
Jean Michel en el año 2000.

Tras la euforia del cambio de milenio, Jean Michel volvió a sorprender con Metamorphoses, un disco donde participan destacadas figuras como Laurie Anderson (quien ya lo hizo en «Diva» de Zoolook), Natacha Atlas y Sharon Corr.
En junio de 2001 Jarre brindó dos conciertos en la Acrópolis de Atenas, Grecia, en un evento a beneficio de la asociación griega Elpida. También lanzó un disco llamado Interior Music (del cual solo se produjeron mil copias) con 2 piezas de música incidental especialmente preparadas para las tiendas de la cadena comercial Bang & Olufsen (una marca de equipos de audio y video) de Francia. En este año también preparó la banda sonora de la película Who wants to be a Star y diversas composiciones para el efímero canal francés Match TV.
Durante 2002 lanzó Sessions 2000 y el 7 de septiembre realizó el concierto AERO: Tribute to the Wind en la localidad de Aalborg, Dinamarca. Este concierto tuvo como temática central la ecología, por lo cual gran parte de la energía necesaria para el concierto fue obtenida de los molinos de viento del parque en el cual se desarrolló el evento. En esta oportunidad, interpreta nuevas versiones de sus mejores temas y cuenta con la participación del conjunto Safri Duo en la interpretación de los temas «Aero» y «Fourth Rendez-Vous». La versión del tema «Aero» no corresponde a la estrenada posteriormente en el álbum de mismo nombre.
En 2003 se publica el álbum Geometry of Love, el cual tuvo un tanto de música electro-chill. El 10 de octubre de 2004 realizó un concierto en la Ciudad Prohibida de Pekín, China, para celebrar el inicio del Año de Francia en China; evento transmitido por televisión para todo el gigante asiático. Este concierto fue plasmado en el álbum Jarre in China, y sirvió para presentar su nuevo álbum recopilatorio conocido como AERO. AERO es la sigla de “Anthology of Electronic Revisited Originals” (en español 'antología de originales electrónicos revisados'), y contiene las versiones expuestas en el concierto AERO del año 2002 de sus más grandes clásicos (entre Oxygene y Chronologie) como también temas inéditos creados especialmente para este álbum, todos en formato de sonido 5.1 (transformándose en el primer álbum de Jarre grabado con esta tecnología).
En 2005 y 2006 realiza pocos, pero concurridos conciertos. En 2005 realiza el concierto en Polonia Solidarność Live — Space of Freedom en la ciudad de Gdańsk, en honor al partido obrero cristiano Solidarność y al recién fallecido papa Juan Pablo II; concierto que sería plasmado en el álbum Live From Gdańsk (Koncert W Stoczni). En este concierto interpretó el tema «Mury», versión excepcional del tema «L'estaca» de Lluís Llach. En su rol de embajador de la UNESCO, brinda un espectacular concierto en la ciudad de Merzouga, Marruecos llamado Water for Life el 16 de diciembre de 2006, celebrando el año de la desertificación en el mundo.
El 26 de marzo de 2007 lanzó su nuevo disco de estudio titulado Téo & Téa, que cuenta con 13 temas orientados a «un retorno al Jarre de los '80s», pero sin dejar los sonidos del género dance del nuevo milenio. No tuvo una muy buena acogida e incluso utilizó muchas partes pregrabadas del Roland MC 808, por la abundante crítica a este aspecto, para Jarre este lanzamiento es considerado como un error. 
El 11 de diciembre de 2007 lanza la tan esperada edición remasterizada de su gran álbum Oxygene, titulado Oxygene: New Master Recording. Este es su nombre oficial, sin embargo su estreno coincide con el 30.º aniversario del estreno internacional de su obra magna, es por eso que también se le llama Oxygene: 30th. Anniversary. En paralelo se estrena Oxygene — Live in Your Living Room el cual consiste en un DVD donde se escuchan los temas reeditados de Oxygene con ciertas variaciones entre ellos y un video en formato 2D. Como edición limitada, se comercializó un pack con el CD de New Master Recording más el DVD de Live in Your Living Room en formato 3D (con sus respectivos lentes en 3D); luego, sale como álbum definitivo con el CD y el DVD en 2D. En forma de estreno de esta remasterización, brinda una serie de conciertos en Europa en 2008 llamado Oxygene: 30th Anniversary Tour.
En 2009 Jarre realiza una gira por Europa en donde repasa todos sus grandes éxitos hasta la remasterización de Oxygene titulada In-Doors Arena Tour. Esta gira comenzó el 4 de mayo de 2009 en el pabellón Fonix Csarnok de la localidad húngara de Debrecen acompañado por Francis Rimbert, Dominique Perrier y Claude Samard. 

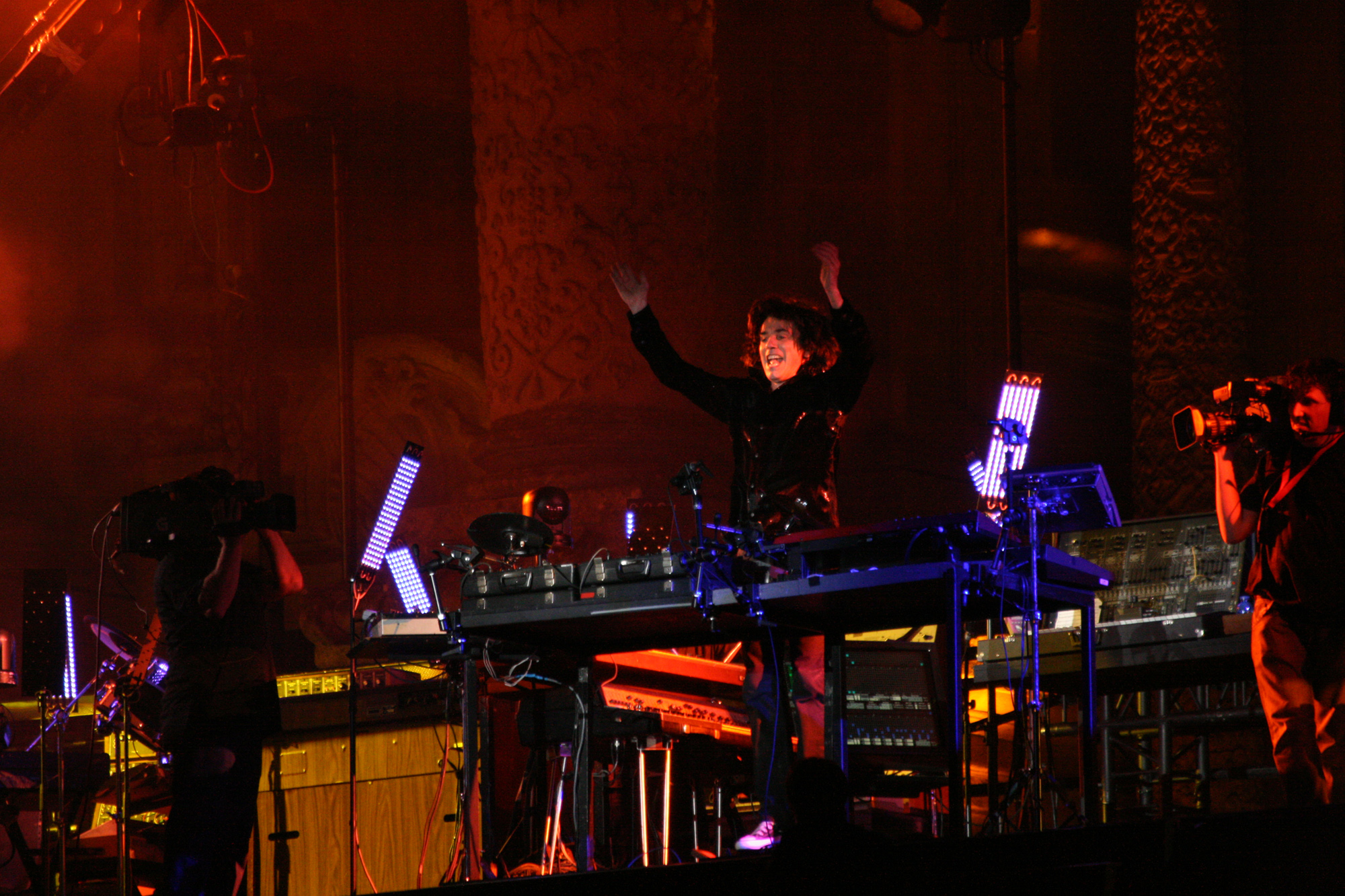
Concierto en Santiago de Compostela (2010).

Durante 2010 Jean-Michel colaboró en la redacción del prólogo del libreto de un álbum llamado La Nave del Misterio, banda sonora del programa español Cuarto Milenio, programa presentado por el periodista español de investigación paranormal y esotérica Iker Jiménez. En agosto del mismo año fue condecorado con el "Premio a la trayectoria" por la revista MOJO Magazine.
Con la muerte en 2010 de su amigo y colaborador Francis Dreyfus (dueño de la discográfica francesa de su mismo apellido con la que Jarre trabajó desde sus inicios), Jarre en 2011 le dedicó su nuevo álbum Essentials & Rarities, un gran recopilatorio que reúne temas inéditos previos a Oxygene, extraídos de La Cage, Deserted Palace, entre otros (por un lado); y sus más grandes éxitos entre Oxygene y Sessions 2000 (por el otro). A mediados de abril del mismo año es invitado por el Príncipe Alberto II de Mónaco y su entonces prometida Charlene Wittstock a dar un concierto en el Puerto Hércules en Mónaco el 1 de julio, día de su matrimonio civil y a un día de contraer nupcias bajo el alero de la Iglesia católica, concierto posteriormente llamado Live in Monaco. Este concierto fue uno de los pocos de Jarre que fue transmitido en vivo por señal en línea y de entrada gratuita.

### Regreso

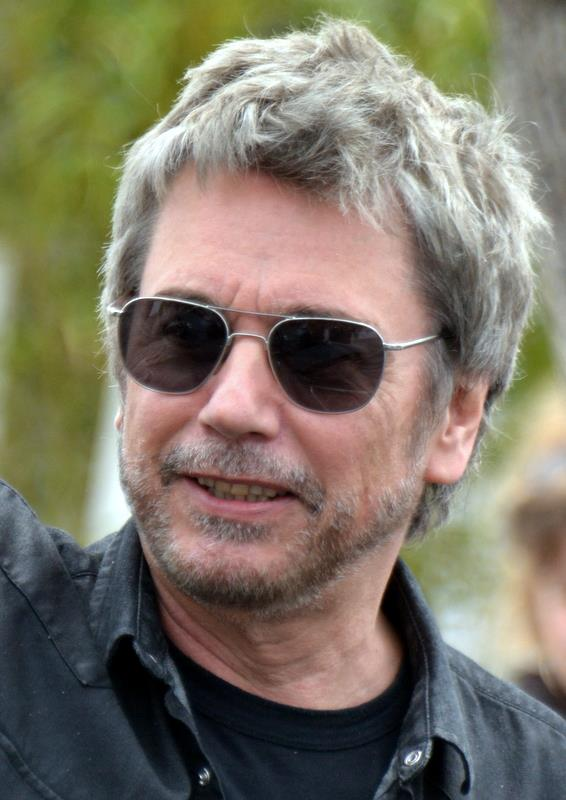
Jarre en 2016.

Tras años de sequía musical (apreciados desde 2008 hasta 2014), en 2015 Jarre presenta a través de Facebook «Glory», una nueva canción en colaboración con músico francés Anthony Gonzales del grupo M83, sin embargo, semanas antes también había estrenado una nueva composición llamada «Conquistador», creada en colaboración con el DJ francés Gesaffelstein. Más adelante dio a conocer un nuevo trabajo titulado simplemente como E-Project. En agosto de ese mismo año lanza un nuevo álbum recopilatorio llamado Essential Recollection, un álbum muy parecido al anterior (Essentials and Rarities), que para los fanes no causó mayor revuelo e incluso la producción de este ha sido altamente criticada, sobre todo al valorar aspectos relacionados con la calidad del sonido y edición del audio. Dos meses más tarde, el 16 de octubre de 2015 lanza un nuevo álbum de estudio, la tan esperada publicación de E-Project, Electronica 1: The Time Machine, un álbum de colaboraciones con diversos músicos ligados a la electrónica como Vince Clarke, Gesaffelstein, M83, Armin Van Buuren, John Carpenter, Robert "3D" Del Naja de Massive Attack y Edgar Froese de Tangerine Dream (uno de los últimos proyectos de Froese antes de su fallecimiento en enero de 2015). De ahí en adelante fueron más las apariciones de Jarre en público y en redes sociales. Este nuevo lanzamiento tuvo en general una buena recepción del público y la crítica.
Transcurridos cuatro meses desde el nuevo lanzamiento, se filtra el nombre de un nuevo lanzamiento de Jarre, lo que sería la segunda parte del E-Project, esta vez llamado Electronica 2: The Heart of Noise, el músico oficializó la información un tiempo después e indicó la fecha de lanzamiento del álbum para el 6 de mayo de 2016. Al igual que en la anterior, esta entrega está conformada por una serie de colaboraciones con diferentes artistas, como Pet Shop Boys, Gary Numan, Hans Zimmer y Cyndi Lauper. Destaca esta secuela por tener una colaboración muy especial, el octavo tema del disco, «Exit», ya que en este tema participa el consultor tecnológico estadounidense Edward Snowden hablando sobre la privacidad de nuestra información y datos en la actualidad recalcando la vulnerabilidad de éstos.

#### Electronica Project
Electronica Project es uno de los proyectos más ambiciosos del músico. Concebido con el deseo de abarcar las últimas décadas de la música electrónica con la participación de importantes artistas de todas las generaciones, alrededor de una sola obra. Jarre trabajó con muchos artistas individualmente, de variados estilos y géneros.
Posterior al lanzamiento del álbum Jarre se embarcó en la primera etapa de su nueva gira Electronica World Tour. Para las primeras fechas de su tour participó en diferentes festivales musicales de Europa, partiendo por el Sónar, en Barcelona, España, el 17 de junio de 2016. El mismo día, reveló un tema inédito especialmente producido para la gira titulado «Web Spinner».

### 40 años de Oxygène
Con motivo del 40.° aniversario del lanzamiento regional oficial de Oxygène en 1976, Jean Michel revela la existencia de una tercera y última secuela de su obra más destacada, de este modo anuncia la publicación de Oxygene 3 (Partes 14 a 20) para el 2 de diciembre de 2016, día en que se cumplirían exactamente 40 años de la publicación oficial. Además del álbum de estudio también ese mismo día se comercializaría un box set con la trilogía de Oxygene. La recopilación llamada Oxygene Trilogy fue estrenada en tres formatos: digital, digipack y una edición de coleccionista con tres CD, tres LP y un libro ilustrado. Anteriormente, al iniciar la segunda etapa de su tour Electronica en Cardiff, el 4 de octubre, estrenó en vivo el tema más destacado y representativo del álbum, «Oxygene (Part 17)».

### Gira y nuevos proyectos
El 13 de enero de 2017 se comercializa un nuevo álbum de Jean-Michel, Radiophonie Vol. 9, una banda sonora compuesta por Jarre para la radioemisora francesa France Info. Fue grabada y producida en el segundo semestre de 2016.
Siguiendo con la tercera etapa de su gira Electronica Tour, Jarre anuncia la planificación de un elaborado concierto en Masada, a los pies del Mar Muerto en Israel. El concierto llamado The Zero Gravity Concert se llevó a cabo el 6 de abril de 2017, y en él presentó un nuevo tema en su repertorio, la nueva composición llamada «Herbalizer» fue especialmente producida para la continuación del tour de Jarre. El 29 de abril se presentó en el Monasterio de Santo Toribio de Liébana (Cantabria, España) con motivo de la celebración del Año Jubilar Lebaniego. En esta oportunidad presentó varias novedades respecto a su repertorio, como una nueva versión del tema «Zoolookologie», el cual ahora posee un nuevo solo en su final.
En mayo de 2017 se embarca en lo que es la tercera etapa de su gira Electronica World Tour por Norteamérica. Esta es la primera gira de Jarre en treinta años, desde su aparición en Houston, Texas en 1986. Los conciertos partieron el 9 de mayo en Canadá y finalizaron exitosamente el 27 de mayo en Estados Unidos. Continuando con esta etapa, nuevamente va de gira a Europa y el 8 de julio se presenta en Gdańsk, Polonia.

#### Jarre en Sudamérica
En el marco de su gira Electronica Tour, entre 2017 y 2018 constituyó un hito en la carrera del compositor francés al ser primera vez que pisaba tierras sudamericanas.
El 16 de junio de 2017 se dio a conocer extraoficialmente la planeación de la primera gira sudamericana de Jarre en el marco de su tour Electronica, pero tras una serie de imprevistos, los conciertos tuvieron que ser reprogramados. Finalmente, y luego del traspié de la cancelación, los conciertos se realizaron en las fechas programadas para 2018, ya no en el marco de la gira Electronica Tour sino como In Concert. Además, en el concierto en Buenos Aires se toca por primera vez la obertura que posteriormente se conocería como Coachella Opening (y que se tocaría en los sucesivos conciertos) y más tarde como The Opening (movement 8). 

#### Tour 2018 "In Concert"
El 3 de enero de 2018 se dio a conocer a Jarre como uno de los primeros músicos confirmados en el festival musical Coachella, en el cual se presentaría el 13 y 20 de abril. Seguido de este anuncio se dio a conocer nuevas fechas para una nueva gira norteamericana desde abril, incluyendo su aparición en el festival Coachella. Desde febrero la gira Electronica Tour cambia de nombre a In Concert, que incluyó los conciertos reagendados en Sudamérica (Chile y Argentina), los dos conciertos en el Festival Coachella y una pequeña gira por Norteamérica que lo llevó a Dallas, Houston, Vancouver, Seattle y San Diego; entre marzo y abril de 2018. Previo al concierto de Houston, Jarre se reunió con familiares de Ron McNair y rememoró su gran concierto de 1986.

### Planet Jarre y Equinoxe Infinity
El 20 de junio de 2018, Jarre anuncia la celebración de sus cincuenta años de carrera musical con un nuevo disco compilatorio llamado Planet Jarre, cuyo lanzamiento se realizó el 14 de septiembre del mismo año. Este álbum contendría clásicos originales, clásicos revisitados, temas nuevos y rarezas (de la era Pre-Oxygene) divididos en 4 CD identificados como Soundscapes, Themes, Sequences y Early Works. Este es el tercer disco compilatorio que incluye nuevas versiones de sus clásicos temas (como Images y AERO), el primero en incluir temas de los álbumes Music for Supermarkets, Electronica y Electronica 2. Entre los nuevos temas se destacan temas de sus últimas giras como «Herbalizer» y «Coachella Opening». Días previos al lanzamiento, Jarre publicó en sus redes sociales videos resumen de su carrera artística, enfocándose entre los comienzos y 1988, y luego saltándose a los álbumes Electronica; al mismo tiempo, lanzó por YouTube algunos sencillos.
Sin embargo, no conforme con dicho anuncio, a dos días del lanzamiento del compilatorio, vuelve a sorprender anunciando el 40.° aniversario de su álbum Equinoxe que traería un nuevo álbum de estudio: Equinoxe Infinity. Lanzado el 16 de noviembre de 2018 (exactamente cuarenta años del lanzamiento de Equinoxe), Jarre dejó en claro que a diferencia de la Trilogía Oxygene, este álbum no es una continuación de su obra de 1978, sino que intenta traspasar musicalmente la idea de "los observadores" ("The Watchers"), personajes que quedaron plasmados en la carátula del álbum Equinoxe diseñados por Michel Granger, y ello lo mezcla con el concepto de la Inteligencia Artificial. Entre los temas destacan dos que sin perjuicio lo dicho por Jarre, traen una idea del álbum Equinoxe como «The Watchers (movement 1)» e «Infinity (movement 6)», que tienen aspectos muy parecidos a «Equinoxe 1» y «Equinoxe 5» respectivamente; además, también destaca «The Opening (movement 8)», versión final del tema «Coachella Opening»; y finalmente «Robots Don't Cry (movement 3)» que contiene las mismas percusiones del clásico «Oxygene 4» (que también se repiten en «Oxygene 7»). Una de las curiosidades de este álbum es que se crearon dos carátulas del mismo: en ambos se ven estatuas con forma de los "Watchers" esculpidos en piedra, pero en una es en un campo con prado verdoso y con un cielo despejado, mientras la otra es en un lugar semidesértico, con un cielo rojizo cables en la tierra, algunas pantallas enterradas en el mismo y, probablemente, un androide sin cabeza al cual le sale humo, representando (según Jarre) las dos caretas de lo que puede resultar la convivencia entre el ser humano y la Inteligencia Artificial: la paz entre la humanidad con la naturaleza y la tecnología por un lado, y un futuro distópico en el otro donde las máquinas dominan el mundo.
El 23 de septiembre de 2018 Jarre realiza un concierto en Riad, Arabia Saudita llamado The Green Concert con parte de su repertorio de la gira In Concert, sin perjuicio de algunos cortes como en el tema «Exit» donde no se emitió la narración de Edward Snowden.

### EōN
A finales de 2019 estrenó su nueva aplicación EōN, disponible para iPhone y que produce música en constante evolución, combinada con artes visuales. “Es como un álbum infinito. Cada vez que tocas la música, generará algo especial para ti”, asegura el artista. “Lo digo de manera humilde, pero lo interesante de este proyecto es que en realidad estás tocando la eternidad. Eon existirá después de mi muerte. Puedes enchufarlo a un panel solar y se reproducirá para siempre, después de nuestra vida. Eso es algo nuevo“.
El nombre de EōN proviene nombre del dios griego del tiempo y la eternidad, esta aplicación funciona a partir de un algoritmo para crear música teniendo como base un banco de ritmos, melodías y acordes de un total de 7 horas de duración compuestos específicamente por Jarre para este proyecto, lo que resulta “una experiencia musical completamente inédita y completamente única para cada usuario, cada vez”. El algoritmo fue desarrollado por Alexis Zbik y Vianney Apreleff de la empresa francesa de tecnología musical BLEASS, quienes definieron las reglas de la aplicación con la dirección artística de Jarre.
Su vigesimosegundo álbum de estudio, Oxymore, fue lanzado el 21 de octubre de 2022 por Sony Music y Menart Records como un homenaje al músico Pierre Henry, fallecido en 2017.

## Vida personal
En lo amoroso, el músico francés ha estado casado con la actriz y fotógrafa británica Charlotte Rampling, de la que se separó en 1998. En 2004, se lo relacionó con la actriz francesa Isabelle Adjani, con quién rompió en 2005. Más tarde, también en 2005 contrajo matrimonio con la intérprete Anne Parillaud, conocida por su papel en Nikita, separándose posteriormente en 2010. Desde 2019 está relacionado con la actriz china Gong Li.

## Discografía
| - La Cage (1971) - Deserted Palace (1972) - Oxygène (1976) - Equinoxe (1978) - Magnetic Fields (1981) - Music For Supermarkets (1983) - Zoolook (1984) - Rendez-Vous (1986) - Revolutions (1988) - Waiting For Cousteau (1990) - Chronologie (1993) - Oxygene 7-13 / Oxygene 2 (1997) - Métamorphoses (2000) - Sessions 2000 (2002) - Geometry of Love (2003) - Téo & Téa (2007) - Oxygene: New Master Recording (2007) - Electronica 1: The Time Machine (2015) - Electronica 2: The Heart of Noise (2016) - Oxygene 3 (2016) - Equinoxe Infinity (2018) - Snapshots from EōN (2019) - Amazônia (2021) - Oxymore (2022) - Remix EP (1) (2015) - Remix EP (2) (2015) - Equinoxe Infinity: Remixes (2019) | - The Essential (1984/1986/2004) - Images - The Best of Jean Michel Jarre (1991) - AERO (2004) - Sublime Mix (2006) - Essentials & Rarities (2011) - Essential Recollection (2015) - Planet Jarre (2018) - Les Concerts en Chine (1982) - En concert: Houston/Lyon (1987) - Jarre Live - Destination Docklands - The London Concert (1989) - Jarre Hong-Kong (1994) - Jarre in China (2005) - Live from Gdańsk (Koncert w Stoczni) (2005) - Live Printemps De Bourges 2002 (2006) - Welcome to the Other Side (Concert from Virtual Notre-Dame) (2021) - Versailles 400 Live (2024) - Les Granges Brûlées (1973) - Interior Music (2001) - Radiophonie Vol. 9 (2017) - Radiophonie Vol. 10 (2020) - Radiophonie Vol. 12 (2022) - Jarremix (1995) - Odyssey Through O2 (1998) - Oxymore Reworks (2023) |